# Lestomyia atripes
Lestomyia atripes là một loài ruồi trong họ Asilidae. Lestomyia atripes được Wilcox miêu tả năm 1937. Loài này phân bố ở vùng Tân Bắc giới.